# Murgia des Trulli
Pour les articles homonymes, voir Murgia.
La Murgia des Trulli est une sous-région des Pouilles qui comprend des territoires de la ville métropolitaine de Bari, de la province de Brindisi et de la province de Tarente.

## Communes de la Murgia des Trulli

### La Valle d'Itria
- Alberobello, Castellana Grotte, Ceglie Messapica, Cisternino, Crispiano, Grottaglie, Locorotondo, Martina Franca, Putignano, Ostuni [2].

### La Plaine des Oliviers Séculiers
- Carovigno, Fasano, Monopoli, Ostuni, Polignano a Mare.

### Les Bois des Chênes de Macédoine de la Basse Murgia
- Gioia del Colle, Massafra, Mottola, Noci.